# デン・ティルサンデーデ教会
座標: 北緯57度42分49秒 東経10度33分03秒 / 北緯57.713534度 東経10.55089度

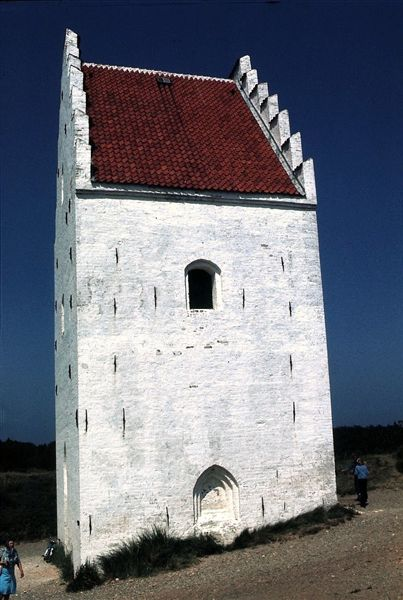
砂に埋もれた教会となってしまった聖ラウレンティウス教会

デン・ティルサンデーデ教会（デンマーク語: Tilsandede Kirke、砂に埋もれた教会）は、デンマークのスケーエンの中心部から南西に2キロメートルの場所に位置している教会である。14世紀終盤にローマの聖ラウレンティウスに捧げられて建てられた。18世紀後半には周囲の砂漠化により建物の一部が砂に埋もれるようになり、1775年の祈祷日には砂で塞がれた玄関を掘り出さなければ中に入れないまでになった。以後20年にわたって会衆は教会を砂から守り続けたが、1795年になって勅令により教会を閉鎖する許しが得られた。元々あった教会の建物は、いらか段のついた塔を残して取り壊された。

## 建築
この教会はスケーエンで最も古い建物の1つである。書物に最初に現れる日付からみて、1355年から1387年の間に建てられたとみられる。レンガ造りのゴシック建築で、控え壁のついた長いアーチ型の身廊を備え、1475年ごろにいらか段を戴く塔が増築された。祭具室は北側に、玄関は南側にあり、塔は身廊の西端にあった。教会の全長は、高さ22メートルの塔を含めて45メートルあった。教会の主要部は赤レンガに鉛屋根、塔は模様のついた黄色のレンガで建てられたが、塔には1816年に漆喰（ホワイトウォッシュ）が塗られた。レンガはオランダとドイツ、特にリューベックから輸入された。現在では、砂の上に見える塔は18メートルである。

## 歴史

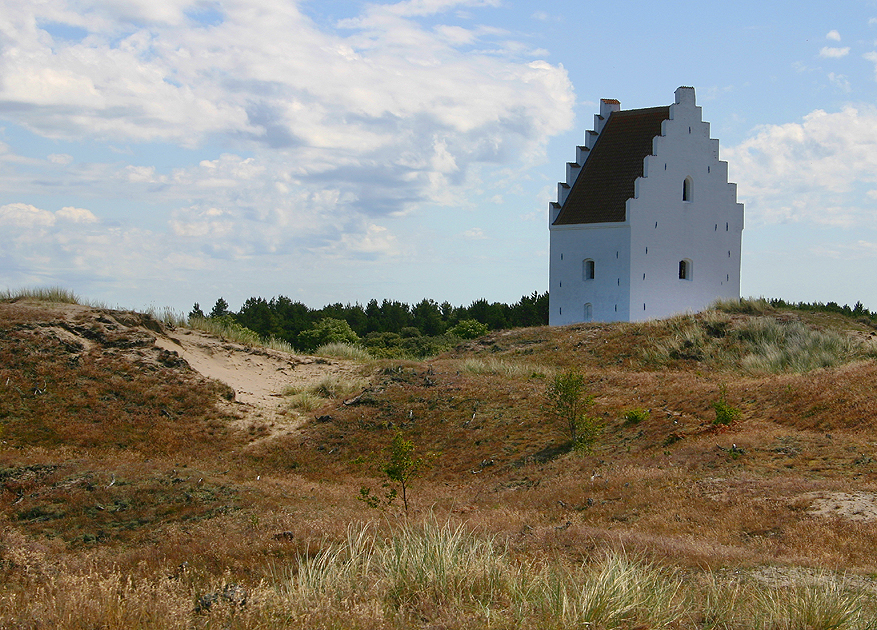
デン・ティルサンデーデ教会は、中世のヴェンスュセル地域において最大の教会だった。今日では、塔だけが砂丘の上に建っている。

この教会は、1387年3月31日にハンザ同盟の船がスケーエンで座礁したという記事に初めて現れる。座礁後の初日に861枚の布が引き上げられて、最寄りにあったこの教会に運ばれた。翌日、ベアンハートという司祭が7つの布の包みを追加で教会へと運び込んだ。デンマークのマルグレーテ1世は布400枚を受け取ったが、1394年に商人が荷物の価値を2,750ノーブルと見積もったにもかかわらず、320ノーブルしか支払わなかった。ベアンハートは7包みの布を留め置き、「司祭としての尊厳において、王と女王にどれだけの長さがあったか報告する」と誓った。
1459年に、所有権がオールボーの聖霊病院に引き継がれるまで、教会の所有権は王室にあった。
その後、この地域を砂漠化が襲い、教会周辺も大きな影響を受けた。1600年ごろ、ロビェア・ミレから砂が堆積し始めた。砂はスケーエン近くの村を埋め、18世紀の終盤には教会に到達した。1400年から1800年の間に北海沿岸地域の多くで土地が砂漠化し、スコットランド（1690年代には、スコットランドで同様の事例が2件あった）、デンマーク、オランダが影響を受けた。スケーエンの砂漠化は2世紀にわたって続いた。1775年の祈祷日（イースターの後の第4金曜日に祝われるデンマークの宗教的祝日）には、会衆が礼拝に参加するために教会の扉を掘り出さなければならず、その後20年に渡ってスケーエン市民は砂と格闘を続けた。家具や内装は取り除かれ、いくつかの品物は売却された。結局、1795年に教会は勅令により閉鎖され、教会は取り壊された。教会の物品のうち、聖杯、燭台、鐘は、1841年にクレスチャン・フレズレク・ハンスンが建てた新しいスケーエン教会で使われた。
史料によれば、教会墓地で最後に葬儀が行われたのは1801年または1810年である。19世紀後半には、土地を所有するデンマーク国立博物館が、塔の近くで小規模な発掘調査を行った。このときには身廊の発掘は行われず、床や聖餐台、洗礼盤はまだ砂の下にあると考えられている。かつての教会と打ち棄てられた村のうち、現在も見えるのは航海上の目印とするために整備され続けている漆喰塗りの塔のみである。
教会の塔は1937年以前から文化財指定を受け、デンマークで最も有名な教会の1つとなった。塔は、作家ハンス・クリスチャン・アンデルセンが「砂丘の物語（En Historie fra Klitterne）」の舞台として取り上げたことなどから注目を集めた。